# Альфред Бестер
Áльфред «Éлфі» Бéстер (англ. Alfred ‘Alfie’ Bester, 18 грудня 1913, м. Нью-Йорк, Нью-Йорк, США — 30 вересня 1987, м. Дойлстаун, Пенсільванія, США) — американський письменник-фантаст, журналіст, редактор, теле- і радіосценарист, автор коміксів. Один із найяскравіших представників Золотого віку наукової фантастики (1930 — 1950-і рр.). Перший лауреат премії «Г'юґо» (1953), лауреат лібертаріанської премії «Прометей» (1988), Гросмейстер фантастики (1988), посмертно введений до Залу слави фантастики (2001).
Автор кількох романів, серед яких найвідоміші «Зруйнована людина» (The Demolished Man, 1952) і «Зірки — мета моя», також відомий під назвою «Тигр! Тигр!» (The Stars My Destination / Tiger! Tiger!, 1956), низки оповідань. Вважається предтечею кіберпанку, популяризатором згодом поширеного у фантастиці мотиву телепатів, об'єднаних у могутні організації, що змінюють людське суспільство, оригінальним стилістом, мовним експериментатором (спроба передавати людські думки на письмі) і, взагалі, сильним літератором. Класик американської і світової наукової фантастики.
Закінчив Пенсільванський університет (1935) зі ступенем бакалавра гуманітарних наук, спеціалізація — психологія. Навчався у магістратурах Колумбійського (право) та Нью-йоркського (протозоологія) університету, але не закінчив їх. Працював сценаристом на радіо та телебаченні, писав історії для коміксів, редагував часопис подорожей «Гóліді» (англ. Holiday).
У 1936 р. одружився із актрисою Роллі Ґулко (Гулько[?], 1917–1984), із якою прожив до самої її смерті. Дітей не мав. Наприкінці життя потерпав від алкоголізму. У 1987 р. одержав серйозний перелом стегна, від ускладнень якого і помер за кілька місяців. За легендою, весь свій спадок переписав на улюбленого бармена, у якого щоранку випивав.

### Романи
- 1952 — The Demolished Man (Зруйнована людина);
- 1953 — Who He? [Хто? Він?] — роман-трилер із життя Голлівуду;
- 1956 — The Stars My Destination / Tiger! Tiger! ( Зірки — мета моя / Тигр! Тигр!);
- 1975 — The Computer Connection / The Indian Giver / Extro (Зв'язок із комп'ютером / Індіанський дарувальник / Екстро);
- 1980 — Golem100 (Голем100);
- 1981 — The Deceivers [Ошуканці];

Романи періоду 1975—1981 рр. критики вважають яскравими зразками здитинілої фантазії і стереотипної бульварної літератури, дарма що в них Альфред Бестер продовжував типові для себе стилістичні і графічні експерименти із «розмивання меж тексту і його носія, широко використовуючи способи запису музики, ілюстрації й інші графічні елементи».
- 1991 — Tender Loving Rage [Ніжна любляча лють];

(Гостросюжетний позажанровий роман.)
- 1998 — Psychoshop [Психокрамниця].

Роман був початий Альфредом Бестером, продовжений Роджером Желязним, остаточно завершений Ґреґом Біром після смерті останнього на операційному столі, ставши таким чином за словами Біра посмертною публікацією для обох — «посмертним дуетом».

### Оповідання
У круглих дужках наводяться назви авторських збірнок творів короткої форми.
- 1939 — The Broken Axiom [Спростована аксіома];
- 1939 — No Help Wanted [Допомога непотрібна];
- 1940 — Guinea Pig, Ph.D. [Морська свинка, доктор наук];
- 1940 — Voyage to Nowhere [Подорож у нікуди];
- 1941 — The Mad Molecule [Шалена молекула];
- 1941 — The Pet Nebula [Туманність-улюблениця];
- 1941 — Slaves of the Life-Ray [Раби променя життя];
- 1941 — The Probable Man [Імовірна людина](Redemolished, 2000)
- 1941 — Adam and No Eve [Адам без Єви] (Starburst, 1958; Star Light, Star Bright, 1976; Virtual Unrealities, 1997);
- 1941 — The Biped, Reegan [Двоногий, Ріґан];
- 1942 — Life for Sale [Життя на продаж];
- 1942 — The Push of a Finger [Натиском пальця] (Redemolished, 2000);
- 1942 — The Unseen Blushers [Невидимі мухомори];
- 1942 — Hell Is Forever [Пекло — це назавжди] (The Light Fantastic, 1976; Redemolished, 2000);
- 1950 — The Devil's Invention / Oddy and Id [Диявольські наміри / Одді та Ід] (Starburst, 1958; Star Light, Star Bright, 1976; Virtual Unrealities, 1997);
- 1951 — Of Time and Third Avenue [Про час і Третю авеню] (Starburst , 1958; Star Light, Star Bright, 1976; Virtual Unrealities, 1997);
- 1952 — Hobson's Choice [Вибір Гобсона] (Starburst, 1958; Star Light, Star Bright, 1976; Virtual Unrealities, 1997)
- 1953 — Disappearing Act [Акт зникнення] (Starburst, 1958; The Light Fantastic , 1976; Virtual Unrealities, 1997);
- 1953 — The Roller Coaster [Американські гірки] (Starburst, 1958; Redemolished, 2000);
- 1953 — Star Light, Star Bright [Зіронька світлая, зіронька ясная] (Starburst, 1958; Star Light, Star Bright, 1976; Virtual Unrealities, 1997);
- 1953 — Time Is the Traitor [Час — зрадник] (The Dark Side of the Earth, 1964; Star Light, Star Bright, 1976; Virtual Unrealities, 1997);
- 1954 — 5,271,009 / The Starcomber [5 271 009 / Прочісувач зірок] (Starburst, 1958; The Light Fantastic, 1976; Virtual Unrealities, 1997);
- 1954 — Fondly Fahrenheit [Любовний Фаренгейт] (Starburst, 1958; The Light Fantastic, 1976; Virtual Unrealities, 1997);
- Travel Diary (1958)
- The Die-Hard (1958)
- The Men Who Murdered Mohammed (1958)
- Will You Wait? (1959)
- The Black Nebulae (Quintet, Part 1) (1959) [only as by Sonny Powell ]
- The Pi Man (1959)
- They Don't Make Life Like They Used To (1963)
- The Flowered Thundermug (1964)
- Out of This World (1964)
- Ms. Found in a Champagne Bottle (1968)
- The Animal Fair (1972)
- Something Up There Likes Me (1973)
- The Four-Hour Fugue (1974)
- Galatea Galante, The Perfect Popsy (1979) also appeared as: Galatea Galante (1979)
- MS Found in a Coconut (1979)
- Never Love a Hellhag (1989)
- And 3½ to Go (1997)
- The Devil Without Glasses (1997)
- The Lost Child (2000)
- I'll Never Celebrate New Year's Again (2000)
- The Demolished Man: the Deleted Prologue (2000)
- Emerging Nation (unpublished)

## Авторські права
Авторські права на твори Альфреда Бестера належать «Estate of Alfred Bester», інтереси якого представляє літературне агентство «The Sayle Literary Agency [Архівовано 3 лютого 2011 у Wayback Machine.]» (Кембридж, Велика Британія).

## Українські переклади
- Бестер А. Зачекайте хвилинку, будь ласка! (Гумореска) / Пер. з англ. Т. Максимова // Всесвіт. — 1971. — № 5. — С. 134—136.
- Бестер А. Феномен щезання (Електронний ресурс) // Ізборник. — 2014. — Назва з екрану. [Архівовано 4 березня 2016 у Wayback Machine.]
- Бестер А. Зникнення

## Список використаних джерел
1. Сторінка Альфреда Бестера на Internet Speculative Fiction Database [Архівовано 14 травня 2011 у Wayback Machine.]
2. Сторінка Альфреда Бестера на сайті «Лаборатории Фантастики» [Архівовано 13 березня 2011 у Wayback Machine.]
3. Wendel, Carolyn. Alfred Bester / Carolyn Wendel. — Rockville, MD: Wildslide Press, LLC, 2006. — 75 p.